# Omphale tria
Omphale tria är en stekelart som beskrevs av Christer Hansson 1997. Omphale tria ingår i släktet Omphale och familjen finglanssteklar. Inga underarter finns listade i Catalogue of Life.